# Tropicus bartolozzii
Tropicus bartolozzii is een keversoort uit de familie oevergraafkevers (Heteroceridae). De wetenschappelijke naam van de soort is voor het eerst geldig gepubliceerd in 1994 door Mascagni.